# Douglass North
Pour les articles homonymes, voir North.
Douglass Cecil North, né le 5 novembre 1920 à Cambridge (Massachusetts), et mort le 23 novembre 2015 à Benzonia (Michigan), est un économiste américain, considéré comme l'un des pères de la théorie institutionnaliste. Il a reçu le Prix de la Banque de Suède avec Robert Fogel en 1993. Selon le Comité Nobel, North et Fogel « ont renouvelé la recherche de l'histoire économique en employant la théorie économique et les méthodes quantitatives pour expliquer les changements économiques et institutionnels ».

## Biographie

### Jeunesse
Douglass North est né à Cambridge (Massachusetts) le 5 novembre 1920. Enfant, il suit son père qui travaille dans une compagnie d'assurance, la MetLife, dans ses diverses affectations : Ottawa, Lausanne, New York, et Wallingford, dans le Connecticut.
North a étudié à Ashbury College à Ottawa Ontario et à la Choate School à Wallingford, dans le Connecticut. Il est accepté à l'université Harvard  juste quand son père est nommé chef de la Metlife de la côte ouest. Aussi, il décide d'aller à l'université de Berkeley. En 1942, il devient Bachelier of arts. S'il obtient une mention relativement basse, il a quand même fait en sorte de suivre des cours de science politique, de philosophie et d'économie. 
Objecteur de conscience durant la Seconde Guerre mondiale, il devient navigateur dans la marine marchande des États-Unis, naviguant entre San Francisco et l'Australie. C'est durant cette période qu'il lit des livres d'économie et devient passionné de photographie. Durant la dernière année de guerre, il enseigne la navigation à l'école des officiers de marine d'Alameda en Californie. Parallèlement, il s'interroge pour savoir s'il préfère être photographe (il a travaillé comme photographe semi-professionnel, notamment avec la photographe Dorothea Lange) ou bien économiste.
North revient après guerre à l'université de Californie à Berkeley, où il obtient son doctorat en économie, puis commence en 1952 à travailler comme professeur assistant à l'université de Washington.

### Carrière universitaire
De 1951 à 1956, North est professeur assistant d'économie à l'université de Washington. Il est par la suite nommé professeur associé de 1956 à 1960. En 1960, il devient co-éditeur du Journal of Economic History, où il popularise la cliométrie (Nouvelle économie historique) tandis qu'il devient professeur d'économie à l'université de Washington, où il dirigera le département d'économie de 1967 à 1979. En 1979, il est professeur « Peterkin » d'économie politique à l'université Rice. En 1981-1982, il est professeur « Pitt » d'histoire américaine et des institutions à l'université de Cambridge, puis, en 1983, il devient professeur Henri R. Luce à l'université Washington de Saint-Louis.  Il est directeur du centre d'économie politique de cette université de 1984 à 1990. Il a été aussi membre senior « Bartlett Burnap » de la Hoover Institution à l'université Stanford.
En 1991, il est le premier historien économiste à recevoir le prix John R. Commons, créé en 1965 par Omicron Delta Epsilon. En 1993, il devient corécipiendaire (avec Robert Fogel) du prix Nobel d'économie.
Avec Ronald Coase et Oliver Williamson, il a fondé la société internationale pour la nouvelle économie institutionnelle, qui a tenu son premier meeting à Saint-Louis en 1997. Ses dernières recherches concernent les droits de propriété, les coûts de transaction, l'histoire de l'organisation économique et l'économie du développement.
Douglass North est également conseiller pour le consensus de Copenhague.

### Dernières années
North est mort à 95 ans, le 23 novembre 2015, à sa résidence d'été de Benzonia, Michigan, d'un cancer de l'œsophage,.  Une partie de ses archives sont stockées à la bibliothèque Rubenstein de l'université Duke.

## Les Institutions chez North
Douglass North est un économiste membre du courant institutionnaliste. En effet, les institutions — qu'il définit comme étant des « contraintes humainement conçues qui structurent les interactions politiques, économiques et sociales » — sont essentielles à la croissance économique. En garantissant les droits de propriété, elles permettent une baisse des coûts de transaction (Ronald Coase) et de ce fait une hausse de la croissance. Les institutions représentent le moteur essentiel de la croissance. Ce sont l'ensemble de règles et d'organisations chargées de les faire respecter. Pour North, un coût de production ne se compose pas uniquement des coûts de transformation, il y a également des coûts de transaction (collecte d'informations et passation des contrats). Hernando de Soto lui rendra d'ailleurs hommage en 2000 avec la publication de son ouvrage Le Mystère du capital. Comme Benoit Prévoit, on pourrait dire que, bien qu’orthodoxe, il rejette l'un de ses postulats majeurs de l’école néoclassique, celui de la rationalité des agents économiques, en se penchant sur le rôle de l'idéologie dans l'économie.  Dans une perspective plus proche de celle de David Collander, on pourrait dire que les travaux de Douglas North incarnent la césure entre la théorie traditionnelle économique néoclassique. La théorie orthodoxe actuelle paraît en effet dépasser le néoclassicisime en incorporant davantage dans son analyse le rôle de l’histoire, des institutions, et en admettant une définition plus large de la rationalité.

### De la technologie aux institutions
Dans ses ouvrages de 1961, The Economic Growth of the United States, 1790–1860, et de 1966, North pose comme les autres historiens de l'économie que la croissance provient de la technologie (Joseph Schumpeter), du capital humain (Gary Becker) et de l'organisation économique. En 1968, dans un article intitulé Sources of Productivy Change in Ocean Shipping (1600-1850), il met en question de plus en plus la primauté donnée à la technologie et accorde une place de plus en plus importante aux institutions (tout comme Thorstein Veblen) comme cela est visible dans son livre de 1971, écrit avec Davis, Institutional Change and American Economic Growth.
Dans son livre The Rise of the Western World de 1973, il écrit : « une organisation économique efficiente est la clé de la croissance ». Dans cet ouvrage, il soutient que le développement de l'Europe dépend largement de la mise en place de nouvelles institutions. Ce sont elles qui ont permis de réaliser des économies d'échelle (baisse des coûts unitaires avec l'augmentation des quantités produites) et d'améliorer l'efficacité des marchés grâce notamment à des systèmes d'assurances qui ont permis de limiter les coûts des imperfections du marché.

### Rôles des institutions et des organisations
Pour North, les Institutions constituent les règles du jeu et façonnent les performances de l'économie. Selon lui, il existe des institutions formelles et des institutions informelles. Parmi les premières, figurent les lois constitutionnelles, les lois cadres, les lois ordinaires et des décrets de régulation, etc. Parmi les institutions informelles, on trouve des conventions, des normes de comportement, des règles de comportement, etc. Il faut compter en plus les institutions qui servent à la mise en application des contraintes imposées par les institutions formelles ou informelles. 
Les institutions servent de règles du jeu aux organisations, parmi lesquelles il classe:
- Les groupes d'individus unis par un même but qu'ils cherchent à atteindre ;
- Les corps politiques (partis, sénats, conseils municipaux, agences de régulation, etc.)
- Les corps économiques (firmes, syndicats, fermes agricoles, coopératives, etc.)
- Les corps sociaux(Associations sportives, Clubs, églises, etc.)
- Les corps  éducatifs : Écoles, universités, établissements divers, etc.

### Coûts de transactions et institutions
La notion de coût de Transaction a d'abord été développée par Ronald Coase dans un article de 1939. Les coûts de transaction sont constitués par tous les coûts liés aux échanges et au cadre institutionnel dans lequel ils se placent. Selon North, le travail des juristes, des banquiers, des comptables, mais aussi dans les entreprises celui des chefs d'équipe, des managers (cadres dirigeants), relèvent principalement ou totalement de la catégorie coûts de transaction. Il en est de même du travail des politiques ou des membres des administrations publiques ou privées. Dans un travail de 1990, il estime qu'aux États-Unis, en 1970, les coûts de transactions représentaient 45 % du PIB.

### Cadre analytique d'évolution des institutions
Ce qui intéresse North, c'est de comprendre comment évoluent les institutions. Notons ici que, contrairement aux néo-classiques, il ne croit pas que l'intérêt personnel seul puisse faire évoluer les choses, car les institutions recèlent des mécanismes d'incitation propres à soutenir le système en place. De plus, les institutions, d'une certaine façon, conditionnent l'évolution institutionnelle, notion de dépendance au sentier . Selon lui, cinq propositions sont nécessaires pour établir un cadre d'analyse du changement institutionnel :
1. L'interaction continuelle entre institutions et organisations dans une économie basée sur la rareté et la compétition est la clé du changement institutionnel ;
2. La compétition force les organisations à investir dans les aptitudes et les connaissances ;
3. Le cadre institutionnel fournit des incitations qui vont favoriser certains types de connaissances et d'aptitudes ;
4. Les perceptions dépendent des constructions mentales des gens ;
5. Les économies d'échelle, les complémentarités ainsi que les nœuds d'externalités d'une matrice institutionnelle rendent le changement institutionnel incrémental et lui font suivre une certaine path dependence (dépendance au sentier).

### Institutions, idéologies et croyances
Dans son ouvrage Structure and Change in Economic History, de 1981, North  souligne que les institutions ne sont pas forcément efficientes et constate qu'il y a des idéologies qui accélèrent le changement et d'autres qui le freinent. Dans son  livre de 1990, intitulé Institutions, institutional change and Economics, il se pose la question de savoir ce que sont ces idéologies, ces croyances, qui jouent si fort sur le changement d'institutions. Selon lui, les croyances viennent de “modèles mentaux“ qui servent aux personnes à expliquer et à interpréter le monde. Ces modèles eux-mêmes dépendent à la fois des expériences vécues par les individus et d'un système hérité de croyance. Comme les nouvelles connaissances des individus sont filtrées par les modèles mentaux, le passé agit encore malgré tout au présent .

### North et l'École néoclassique
Dans un article publié une première fois en 1992 lors du prix John R. Commons, North a précisé sa position concernant les rapports entre le néoinstitutionnalisme et l'école néoclassique. Selon lui, comme l'avait déjà avancé Herbert Simon, les institutions ne sont pas nécessaires dans un monde de rationalité instrumentale où les idées et les idéologies ne comptent pas. Comme Simon, il pense que la rationalité instrumentale parfaite n'existe pas et que les hommes ont besoin d'institutions pour acquérir les informations nécessaires et d'une certaine façon pour guider leur choix. En fait, il pense que les décisions sont prises à partir de modèles mentaux qui dépendent des expériences faites par les individus et de modèles culturels partiellement dépendants des cultures locales. Il en ressort que, un : il existe dans les sociétés des coûts de transactions que ne prend pas en compte la théorie néoclassique et que, deux : il peut exister plus d'équilibres.

## Ordres sociaux

### Qu'est-ce qu'un ordre social?
Pour North et les co-auteurs, tant de son livre Violence and Social Orders : A Conceptual Framework for Interpreting Recorded Human History (2009), que de son article Violence and the Rise of Open-Acces Order (2009), les ordres sociaux sont des normes sociales qui servent de cadre conceptuel pour comprendre comment les hommes bâtissent des institutions qui, à la fois, leur donnent le contrôle des ressources et des fonctions sociales, tout en instituant des incitations qui limitent et contrôlent la violence des individus et des groupes en compétition pour s'approprier les richesses et/ou le pouvoir .
Chez North et ses co-auteurs, à travers le concept d'ordre social, il y a une volonté de comprendre l'évolution historique à travers une grille de lecture permettant d'associer économie et politique. Ils relèvent :
|  | « L'absence d'une théorie intégrant économie et politique reflète le manque de connaissance systématique sur le problème de la violence dans les sociétés humaines. Comment les sociétés traitent le problème permanent de la violence façonne les interactions humaines [17]. » | « The absence of an integrated theory of economics and politics reflects a lack of systematic thinking about the central problem of violence in human societies. How societies deal with the ubiquitous threat of violence » |

### Les trois types d'ordres sociaux
Dans leur article, North et alii distinguent les ordres de la recherche de nourriture (foraging order), Les ordres d'États naturels ou ordres d'accès limité et les ordres d'accès ouvert . Les plus importants pour la recherche contemporaine étant les deux derniers.
Les ordres d'États naturels émergent il y a cinq ou dix mille ans avec l'accroissement de l'échelle des sociétés humaines. Ils sont caractérisés par l'apparition d'une hiérarchie et par des relations personnalisées entre les élites . Pour éviter de se faire la guerre et d'avoir recours à la violence, ces privilégiés vont se partager la rente offerte par l'accès limité aux organisations et aux activités profitables . Dans ce cadre, les sociétés stables sont celles qui arrivent à établir une correspondance entre les doubles balances entre l'organisation et la distribution de la violence potentielle et la distribution et l'organisation du pouvoir économique. Celles qui n'y arrivent pas sont sujettes à la violence, notamment lorsque ceux qui ont le pouvoir de se battre pensent qu'ils pourraient obtenir plus .
Les ordres d'accès ouvert émergent au 19e siècle avec le développement économique et politique. Ils sont caractérisés par des relations impersonnelles. Si tant les ordres naturels que d'accès ouvert recourent à des organisations publiques et privées, dans le dernier cas leur accès n'est plus limité. Ces ordres sociaux sont marqués par un système politique créant une armée et des forces de l'ordre fortes, un jeu d'organisations et d'incitations qui limite le pouvoir politique et l'usage de la violence et par des institutions politiques qui empêchent de favoriser des intérêts économiques particuliers ainsi qu'un abus du recours à l'armée .
Si dans les ordres d'accès ouvert, les politiques et les agents économiques recherchent les rentes, une évolution économique de destruction-création à la Schumpeter limitent ces activités, d'autant que le pouvoir politique, du fait des élections, est lui-même ouvert à la concurrence. De sorte, les ordres d'accès ouvert sont plus ouverts sur l'innovation, que ce soit sur le plan économique ou politique. Selon North et alii, il en résulte que ces sociétés ont plus de facilités d'adaptation et une plus grande probabilité de connaître une croissance économique de long-terme .

### Le passage d'un ordre social à un autre
North et alii traitent surtout du passage d'un ordre social naturel à un ordre social d'accès ouvert.  Le passage peut survenir quand, pour une raison quelconque, les élites trouvent opportun de passer de relations personnelles à des relations impersonnelles. Elle peut aussi venir de l'adoption de règles démocratiques. En effet, la démocratie implique la concurrence politique, et donc l'ouverture du monde politique. Par ailleurs, le vote démocratique implique que, pour être élu, il faudra faire de la redistribution impersonnelle, c'est-à-dire de la redistribution à partir de règles, ce qui n'oblige pas ceux qui profitent de la redistribution à voter pour les redistributeurs.

## Influence

### North et la Nouvelle économie Institutionnelle
North est, avec Ronald Coase et Oliver Williamson, un des fondateurs de la nouvelle économie institutionnelle. Deux de ses livres sont considérés comme des moments fondateurs : son livre de 1970, écrit avec Davis, intitulé Institutional Change and American Economic Growth, son livre co-écrit avec Thomas en 1973, intitulé The Rise of the Western Woeld (1993). North est aussi un des fondateurs avec Ronald Coase de l'International Society of New Institutional Economics dont il sera le président de 1998 à 2000. L'institutionnalisme de North est basé sur les institutions alors que celui des deux autres fondateurs : Ronald Coase et Oliver Williamson est plus  axé sur les coûts de transaction. Avec Elinor Ostrom, il fait partie des institutionnalistes qui se sont préoccupés des normes sociales et des croyances .
L'approche de North a influencé les études sur les services en réseau, notamment la façon dont les savants ont abordé le secteur des télécommunications, de l'énergie, de l'eau. Il  a également influencé les études portant sur le champ politique et constitutionnel ainsi que le champ universitaire portant sur la loi et l'économie. Enfin, il a inspiré les praticiens de l'économie du développement et a marqué la macroéconomie qui, sous son influence, inclut maintenant dans ses modèles des mesures agrégées des institutions. Il a contribué selon les propos de Xavier Sala i Martín à ce que les économistes spécialisés dans la croissance économique ne pensent plus, lorsqu'ils abordent les institutions, qu'ils font « de la recherche de second ordre ».

### Sur la nouvelle histoire économique (cliométrie)
North est un des fondateurs de la cliométrie. Les recherches de North sur la Nouvelle histoire économique ont impliqué de notables économistes et historiens, tels que ceux cités par un volume publié pour son soixantième : Jonathan Hughes, Richard Sutch, Lloyd Mercer, Jim Sheperd, Donald Gordon, Gary Walton, Lance E. Davis, Robert Huttenback, Roger Ransom, Gaston Rimlinger, Terry L. Anderson, P.J. Hill, Philip Coelho, and David Knowles a.

## Publications principales
- (en) Location Theory and Regional Economic Growth, Journal of Political Economy 63(3):243–58, 1955.
- (en)The Economic Growth of the United States, 1790–1860, Prentice Hall, 1961.
- (en)"The State of Economic History," American Economic Review, 55(1/2), p. 86–91, 1965.
- (en) Growth and Welfare in the American Past, Prentice-Hall,(1966)1974.
- (en) Douglass North, « Sources of Productivity Change in Ocean Shipping(1600-1850) », The Journal of Political Economy, vol. 76, no 2,‎ 1968, p. 953-970
- (en) Institutional Change and American Economic Growth, Cambridge University Press, 1971 (avec Lance Davis).
- (en) The Rise of the Western World: A New Economic History, 1973 (avec Robert Thomas).
- (en) Structure and Change in Economic History, Norton, 1981.
- (en)Institutions and economic growth: An historical introduction, Elsevier, 1989
- (en) Institutions, Institutional Change and Economic Performance, Cambridge University Press, 1990.
- (en) Institutions, 1991.
- (en)Douglass North, Transaction costs, institutions, and economic performance, San Francisco, CA, ICS Press, 1992, 5 p. (lire en ligne)
- (en)"Economic Performance through Time," American Economic Review, 1994, 84(3), p. 359–68. Also published as Nobel Prize Lecture.
- (en) Empirical Studies in Institutional Change, Cambridge University Press, 1996 (avec Lee Alston et Thrainn Eggertsson).
- (en) Understanding the Process of Economic Change, Princeton University Press, 2004.
- (en) Violence and Social Orders: A Conceptual Framework for Interpreting Recorded Human History, Cambridge University Press, 2009 (with John Joseph Wallis and Barry R. Weingast). Édition française Violence et ordres sociaux Gallimard, 2010.

## Sources
- (en) Douglass North, « Institutions and Economy Theory », The American Economist, vol. 61, no 1,‎ (1992) 2016, p. 72-76 (lire en ligne)
- (en) Douglass North, Transactions Costs, Institution, and Economic Growth, San Franscico, International Center for Economic Growth Publication, 1992, 32 p..
- (en) Claude Ménard, Mary M.Shirley, The Contribution of Douglass North to New Institutional Economics, halbs-00624297, 2011 (lire en ligne).
- (en) Douglass North, John Joseph Wallis, and Barry R. Weingast, « VIOLENCE AND THE RISE OF OPEN-ACCES ORDERS », Journal of Democracy, vol. 20, no 1,‎ 2009, p. 55-68 (lire en ligne)